# David Williams (médecin)
David Williams est un médecin canadien. En 2021, il est le médecin hygiéniste en chef de la province de l'Ontario au Canada, même s'il a fait l'objet de deux demandes de démission en 2020 pendant la pandémie de Covid-19 au Canada. Le 25 juin 2021, il n'est plus médecin hygiéniste en chef de l'Ontario.

## Biographie
David Williams est diplômé quatre fois de l'université de Toronto : « B.Sc., M.D., maîtrise en santé communautaire et épidémiologie (M.H.Sc.) et chercheur-boursier en médecine communautaire/santé publique et médecine préventive (F.R.C.P.S.) ».
Il a été nommé médecin hygiéniste en chef de l'Ontario en février 2016. En 2020, pendant la pandémie de Covid-19 au Canada, son travail a été critiqué et de « nombreux acteurs du milieu de la santé » ont demandé sa démission. En septembre 2020, cette demande a été réitérée par la présidente de l'Association des infirmières et infirmiers de l'Ontario autorisés. Son mandat de médecin hygiéniste en chef a été renouvelé en 2020.
Après sa nomination, Williams a porté son attention sur la crise des opioïdes qui atteint le Canada et l'Ontario. Il est partisan d'une approche de réduction des risques sanitaires et de l'usage prolongé de thérapies de substitution qui font appel par exemple au suboxone. En 2021, il a exprimé des inquiétudes sur l'abondance de plus en plus grande du carfentanil comme drogue de rue.
Le 25 février 2021, un rapport publié par une commission d'enquête révèle que ses recommandations « ont été ignorées à plusieurs reprises par le gouvernement Ford depuis le début de la pandémie ». Williams accuse également des responsables de Santé publique Ontario (en) d'avoir minimisé les risques d'une pandémie de COVID-19 en Ontario. Il a aussi critiqué la décision du gouvernement ontarien d'offrir le dépistage à tous les Ontariens. Quelques semaines plus tard, le programme a été annulé car le système était débordé. Toujours devant la commission d'enquête, il a déclaré que « son équipe était au courant que des équipements de protection individuelle dans la réserve provinciale n'étaient plus fonctionnels en 2017 et 2018 ». Les travaux de la commission d'enquête ont été entravés par une abondance de documents caviardés, situation qui a été rectifiée vers la fin des travaux de la commission.
Le 11 mai 2021, il annonce que l'Ontario suspend l'administration des doses du vaccin d'AstraZeneca à la suite de craintes de thrombose chez les personnes vaccinées. Toutefois, les personnes ayant déjà reçues une première dose de ce vaccin ne sont pas encore visées par cette mesure. À cette date, plus de 850 000doses ont déjà été administrées avec une taux de 0,9 cas de thrombose par 100 000 personnes. Cette décision de suspendre l'usage du vaccin d'AstraZenaca est facilité par une augmentation des livraisons des doses de Tozinaméran (Pfizer-BioNTech) et de MRNA-1273 (Moderna).
Le 25 juin 2021, Kieran Moore lui succède au poste de médecin hygiéniste en chef de l'Ontario,,.